# Wilhelm Steinkopf
Georg Wilhelm Steinkopf (* 28. Juni 1879 in Staßfurt; † 12. März 1949 in Stuttgart) war ein deutscher Chemiker.

## Leben
Georg Wilhelm Steinkopf wurde am 28. Juni 1879 in Staßfurt als Sohn von Gustav Friedrich und Elise Steinkopf geboren. 
1898 begann er in Heidelberg ein Chemie- und Physikstudium, das er 1899 an der TH Karlsruhe fortsetzte und 1905 mit dem Diplom beendete. Es folgten Promotion und Habilitation an der TH Karlsruhe, in denen er mit den Chemikern Fritz Haber und Roland Scholl Bekanntschaft machte. Während seines Studiums in Heidelberg wurde er 1898 Mitglied der Burschenschaft Frankonia Heidelberg. Von 1909 bis 1914 hatte er an der TH eine außerordentliche Professur, die durch den Ersten Weltkrieg beendet wurde: Er meldete sich freiwillig zum Kriegseinsatz.
1916 rief Fritz Haber, der zum Direktor des Kaiser-Wilhelm-Instituts für Physikalische und Elektrochemie aufgestiegen war, ihn nach Berlin zurück. Er bekam die Aufgabe, eine Abteilung zu leiten, die den Einsatz chemischer Kampfstoffe im Krieg erforschte. Er entwickelte zusammen mit Wilhelm Lommel ein Verfahren, um große Mengen des Kampfstoffes Bis(2-chlorethyl)sulfid zu synthetisieren. Dieser Kampfstoff war von da an unter der Bezeichnung Lost bekannt, einer Abkürzung von Lommel/Steinkopf. Es wurde erstmals am 12. Juli 1917 in der Dritten Flandernschlacht eingesetzt.
1919 wechselte Steinkopf an die TH Dresden und übernahm eine außerordentliche Professur für Organische Chemie. 1924 wurde er Mitglied des Beirats des Heereswaffenamts, das sich mit biologischen und chemischen Waffen beschäftigte. Er unterzeichnete im November 1933 das Bekenntnis der Professoren an den deutschen Universitäten und Hochschulen zu Adolf Hitler. 1935 wurde er ordentlicher Professor an der TH Dresden, musste aber 1940 in den Ruhestand treten, da er gesundheitlich schon seit 1916 durch den Umgang mit den hochtoxischen Substanzen stark angeschlagen war. Ende 1945 wurde er jedoch aufgrund des kriegsbedingten Personalmangels als „emeritierter und unbelasteter“ Hochschullehrer für Lehrveranstaltungen reaktiviert.